# Falcon 9 v1.1
W maju 2012 r. ogłoszono informację o zastąpieniu po pięciu startach rakiety Falcon 9 wersją Falcon 9 v1.1, która dzięki zastosowaniu silników Merlin 1D o zwiększonych parametrach będzie dysponowała lepszymi osiągami. Pierwszy start tej wersji odbył się 29 września 2013 r.
W dniu 18 kwietnia 2014 roku odbył się pierwszy komercyjny lot rakiety Falcon 9 v 1.1 wyposażonej w rozkładane podpory do lądowania, który wyniósł towarową kapsułę Dragon CRS-3 na orbitę, celem zaopatrzenia Międzynarodowej Stacji Kosmicznej. Lot rakiety przebiegał poprawnie i pierwszy stopień rakiety zdołał powrócić w sposób kontrolowany z wysokości ponad 80 km i miękko wylądować we wskazanym miejscu w wodach Oceanu Atlantyckiego (na wschód od Florydy), używając do tego silników Merlin 1D. Przed opadnięciem do wody rakieta zdołała również rozłożyć specjalne podpory. Zgodnie z planem rakieta po zetknięciu się z powierzchnią oceanu przewróciła się i zatonęła.
Drugi komercyjny lot rakiety Falcon 9 v 1.1 z próbą lądowania na powierzchni oceanu odbył się 14 lipca 2014 roku. Tym razem ładunek stanowiły satelity telekomunikacyjne Orbcomm. Także tym razem rakieta zdołała powrócić w sposób kontrolowany do wód Oceanu Atlantyckiego, ale po rozłożeniu podpór i wyłączeniu silnika przewróciła się do wody ulegając uszkodzeniu.

## Dane techniczne
| Kryteria               | Falcon 9 v1.1        |
| ---------------------- | -------------------- |
| Stopień 1              | 9 × Merlin 1D        |
| Stopień 2              | 1 × Merlin 1D Vacuum |
| Wysokość (m)           | 68,4                 |
| Średnica (m)           | 3,66                 |
| Ciąg początkowy (kN)   | 5885                 |
| Masa startowa (t)      | 506                  |
| Średnica osłony (m)    | 5,2                  |
| Ładunek na LEO (t)     | 13,15                |
| Ładunek na GTO (t)     | 4,85                 |
| Starty udane/wszystkie | 14/15                |

## Historia startów
Falcon 9 v1.1 odbył w sumie 15 startów, z czego 14 było udanych pierwszy start odbył się 29 września 2013 roku, a ostatni 17 stycznia 2016 roku.